# Acontia detrita
Acontia detrita es una especie  de Lepidoptera perteneciente a la familia Noctuidae. Se encuentra en Nueva Gales del Sur y Queensland.
La envergadura es de unos 15 mm. Los adultos tienen alas marrones, la mitad basal de cada ala anterior es variable irregular, color marrón pálido y el medio es de color marrón oscuro. Las alas posteriores son de color marrón, desvaneciéndose un poco hacia las bases.